# Leonid Osipovič Pasternak
Leonid Osipovič Pasternak (in russo Леонид Осипович Пастернак?) (Odessa, 4 aprile 1862 – Oxford, 31 maggio 1945) è stato un pittore russo, appartenente alla corrente post-impressionista, padre di Boris Pasternak.

## Biografia

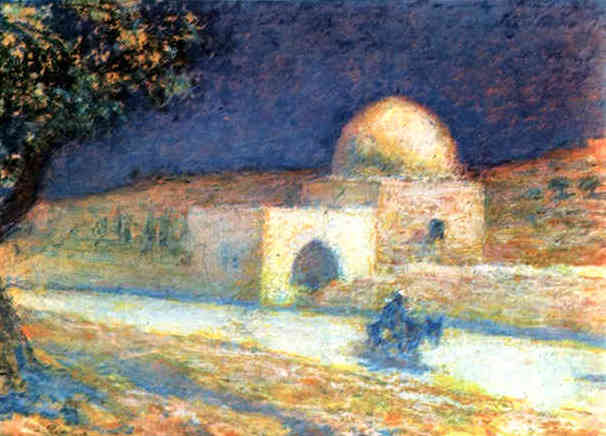
Leonid Pasternak (1908)

Leonid Pasternak è nato a Odessa in una famiglia ebrea. Erano cinque bambini ed il padre era albergatore.
Dal 1878 al 1881, studia il disegno in una scuola di Odessa, poi entra alla facoltà di medicina dell'Università statale di Mosca. Dal 1883 al 1885, studia alla facoltà di diritto dell'università di Nuova Russia a Odessa.
Contemporaneamente, Pasternak si dedica al disegno e allo studio della pittura. Frequenta nel 1882 l'atelier di Sorokin e più tardi prende corsi d'acquaforte con Ivan Ivanovič Šiškin. Poi, nel mezzo degli anni 1880, se ne va a Monaco di Baviera (Regno di Baviera), all'accademia delle Belle Arti. Studia con Herterich e Lizen-Meyer.
Il collezionista Pavel Michajlovič Tret'jakov gli compra il riquadro Lettera di casa per la sua Galleria Tret'jakov, e Pasternak decide allora di muoversi a Mosca. Nel 1889, si sposa con Rosalie Isidorovna Kaufmann.
Partecipa alle esposizioni dei Peredvižniki, e diviene membro dell'unione artistica Mir iskusstva (letteralmente il Mondo dell'arte). Poi insegna all'Accademia di pittura di Mosca, ma rifiuta di domandare il battesimo.
Illustra parecchie opere di Lev Tolstoj, cui fu legato da venerazione e amicizia.
Dopo la Rivoluzione, Pasternak ottiene il diritto di andare a farsi sanare in Germania. Parte con la moglie e le figlie, nel 1921, per sistemarsi a Monaco di Baviera. Non tornerà mai in U.R.S.S..
In esilio, fa i ritratti di Ėjzenštejn, di Rainer Maria Rilke, di D. Osborne. Si trasferisce in Palestina nel 1924.
Crescendo i pericoli, all'epoca del Terzo Reich, emigra con la famiglia a Londra, nel 1938, dove la moglie muore l'anno successivo.
Muore a Oxford il 31 maggio 1945.